# Ягринський ВТТ та будівництво 203

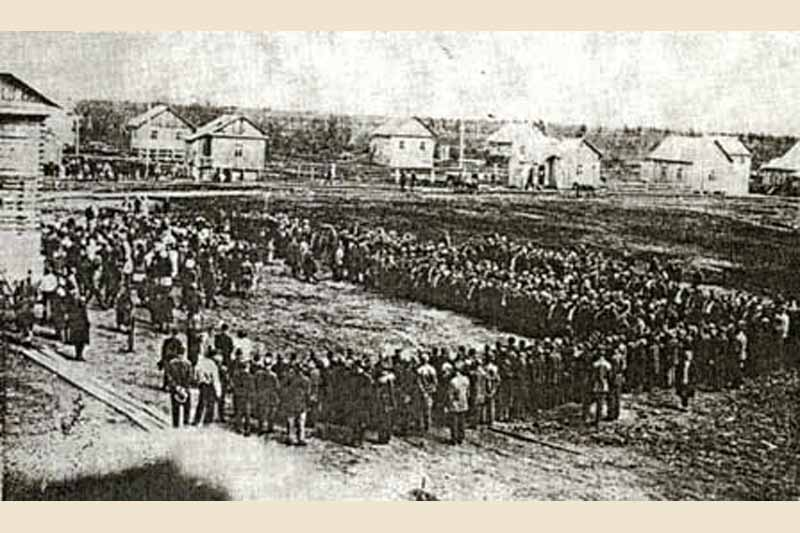
Ягрінлаг. Загальний вигляд селища ГУЛАГу в м. Молотовськ. Фото з архіву В А Мітіна

Ягринський ВТТ та будівництво 203 (рос. ЯГРИНСКИЙ ИТЛ И СТРОИТЕЛЬСТВО 203, Ягринлаг) — підрозділ, що діяв в системі виправно-трудових установ і будівництв СРСР.
Організований 13.04.38;

закритий 24.01.53 (на його базі організовано табірне відділення (ЛО) у складі УВТТК УМВС по Архангельській обл.)

## Підпорядкування і дислокація
- ГУЛАГ з 13.04.38;
- ГУЛПС (промислового будівництва) з 26.02.41;
- УВТТК УМВС по Архангельській обл. з 24.04.46.

Дислокація: Архангельська область, м. Молотовськ (нині Сєверодвінськ).

## Виконувані роботи
- буд-во суднобудівного з-ду і міста ,
- виконання гідротехнічних робіт ;
- буд-во з-ду 402,
- обслуговування буд-ва 203 Мін. буд-ва військових і військово-морських підприємств з 24.04.46,
- рибна ловля (1938),
- днопоглиблювальні роботи ,
- виробництво елементів боєприпасів ,
- підсобні с/г роботи (1942–1946 рр.),
- лісоексплуатація ,
- буд-во залізничної гілки Ісакогорка-порт Молотовськ (до 08.01.42),
- буд-во причалів, складів, службових будівель, під'їзних шляхів, житла, Архангельського ЦПК в 1942 р,
- ремонт житла в Архангельську і Молотовську, лазні та міського театру в Молотовську,
- дерево- і металообробка, швейне виробництво,
- виробництво будматеріалів, лісозаготівлі та сплав,
- с/г та вантажно-розвантажувальні роботи.

## Чисельність ув'язнених
- 01.07.38 — 8289,
- 01.01.39 — 27 680,
- 01.01.40 — 30 893;
- 01.01.41 — 31 116,
- 01.07.41 — 25 420 ;
- 01.01.42 — 19 378;
- 01.01.43 — 8297;
- 01.01.44 — 4844,
- 01.01.45 — 5201,
- 01.01.47 — 14 087.